# 唐收复两京之战
唐军收复两京之战，至德二载（757年）二月至十二月，安史之乱中，唐军为收复西京长安和东都洛阳，与安庆绪的燕军进行的战争。
唐肃宗在灵武即位不久，就接受宰相房琯的建议，命他率领刚刚征召的数万軍进攻长安，结果大败。河北州郡，又相继陷落。唐肃宗咨询元帅府行军长史李泌。李泌认为叛军勢力处于优势，反对急于收复两京，主张派李光弼自太原出井陉，牵制河北的史思明、安忠志；派郭子仪从冯翊入河东，使安守忠、田乾真不敢离开长安；肃宗亲自所征召的军兵进攻扶风，与郭子仪、李光弼轮番出击，叛军首尾不得相顾，往来数千里，疲于奔命，官军以逸待劳，等到明年春天，再直取范阳，大军四合，歼灭中原叛军，就可彻底平定叛乱。
肃宗赞同此计划，在至德二載二月进驻凤翔，命郭子仪收复河东。此时，陇右、河西、安西、西域等地的军队已陆续会齐，从江淮征发的物资粮草也已运到汉中。燕军内部发生分裂，安庆绪杀其父安禄山，在洛阳自立为帝。唐肃宗感到形势好转，便拒绝采纳李泌再次提出的先取范阳的建议，决定先攻两京。四月，任命郭子仪为天下兵马副元帅，负责平定叛乱、收复两京。五月，郭子仪率军进攻长安，在长安城西清渠被安军步骑军夹击，败退武功县。唐军经过四个多月的准备后，九月十二日，兵马元帅广平王李俶、副元帅郭子仪率兵十五万，并借回纥兵四千，再攻长安。九月二十七日，唐军抵达长安西，在香积寺之战，与十万燕军展开激战。安军大败，被歼六万余人，唐军于九月二十八日收复长安。唐军进入长安三日后，李俶率主力东进，安庆绪为确保洛阳，命严庄率洛阳主力部队西上，与从长安退守陕都的张通儒大军合力阻击唐軍。十月十五日，郭子仪所部与燕军在陕郡城西新店作战。郭子仪从正面进攻失利。回纥骑兵袭击燕军侧后，郭子仪乘机率部出击，燕军大败，死伤惨众。安庆舍弃洛阳逃往邺城。十月十八日，唐军收复洛阳。